# Pak Yong-mi
Pak Yong-mi (박영미?; 8 febbraio 1991) è una lottatrice nordcoreana, specializzata nella lotta libera.

## Palmarès
- Mondiali

Nur-Sultan 2019: oro nei 53 kg.
- Giochi asiatici

Giacarta 2018: oro nei 53 kg.
- Campionati asiatici

Nuova Delhi 2013: oro nei 48 kg.
Doha 2015: argento nei 53 kg.
Biškek 2018: oro nei 53 kg.
Xi'an 2019: oro nei 53 kg.